# Tholsel
Il Tholsel è l'edificio che funge da municipio per la città di Kilkenny, in Irlanda.
L'edificio fu costruito nel 1761 nel luogo dove Petronilla, la damigella di Alice Kyteler, morì sul rogo nel 1324.